# 6912 Grimm
6912 Grimm è un asteroide della fascia principale. Scoperto nel 1991, presenta un'orbita caratterizzata da un semiasse maggiore pari a 3,0698659 UA e da un'eccentricità di 0,1081111, inclinata di 2,05939° rispetto all'eclittica.